# محمد حنيف
محمد حنيف (مواليد 25 فبراير 1978) لاعب كريكت بحريني. لعب في عام 2013 في دوري الكريكيت العالمي للدرجة السادسة.

## روابط خارجية
- محمد حنيف على موقع إي آس بي آن كريك إنفو (الإنجليزية)